# Лаврентий (Кордет)
Лаврентий Кордет (1720—1781) — архимандрит Харьковского Покровского, Курского Знаменского Богородицкого и других монастырей Русской православной церкви; педагог, ректор Харьковского коллегиума.

## Биография
Кордет родился в 1720 году в «Слободской Украйне»; происходил из «военного сословия». Образование получил в Киево-Могилянской духовной академии
.
По окончании курса в КМА был определён в Харьковский коллегиум учителем риторики и поэтики, затем был назначен префектом Академии и преподавал в ней философию.
В 1756 году Кордет принял монашеский постриг, в 1760 году возведен был в сан игумена и назначен сначала настоятелем приписанной к Коллегиуму Озерянской Богородицкой пустыни, а затем — Святогорского Успенского монастыря, откуда в 1765 году переведен настоятелем в Белгородский Николаевский монастырь с увольнением от должности префекта и с назначением присутствующим в епархиальной консистории.
17 августа 1767 года Лаврентий Кордет был уволен «по непорядочным поступкам» от присутствия в Духовной консистории и снова определен настоятелем в Святогорский Успенский монастырь.
В 1768 году епископ белоградский Порфирий (Крайский) ходатайствовал о возведении отца Лаврентия в сан архимандрита, «понеже он довольно трудился в харьковском коллегиуме, обучал школы пиитику, риторику два курса, философии шесть лет, кроме проповедей всякой недели и каждого праздника катехизис ученикам и народу, також и Священное Писание изъяснял»; но ходатайство осталось не удовлетворённым.
В 1770 году белгородский епископ Самуил (Миславский) ходатайствовал о назначении Лаврентия архимандритом Харьковского Покровского монастыря и ректором Харьковского коллегиума, так как «заступать это место из всех его епархии учительных настоятелей никто лучше и справедливее не может, Лаврентий же достоин того звания и по летам, и по честному своему состоянию, а паче по отличным своим дарованиям и способности к обучению богословия и к сказыванию проповедей с пользою и удовольствием слышащих, в чем он им (преосвященным) через целый год свидетельствован, чего ныне и губернская слободская украинская канцелярия в рассуждении нынешних обстоятельств воинских и по причине главного губернского тамошнего правительства в городе Харькове состоящего письменно от него (преосвященного) наиприлежнейшим образом требует». 16 июня 1770 года Лаврентий Кордет был переведен в Харьковский Покровский монастырь, а 8 сентября того же года посвящен в сан архимандрита.
Будучи ректором Харьковского коллегиума и выдающимся по своему времени церковным оратором, архимандрит Лаврентий обращал особенное внимание на составление и произнесение студентами Коллегиума проповедей. В числе оставшихся после его смерти бумаг сохранилось несколько томов его рукописных проповедей, между ними два тома слов и поучений, составленных студентами коллегиума в бытность его ректором; эти тома служат доказательством его умелого руководства студентами в их литературных занятиях. Некоторые из оставшихся бумаг имеют интерес для истории духовного просвещения в его время; к числу таких бумаг принадлежат: «инструкция ректору, префекту и учителям о том, как и чему именно учить в оном коллегиуме» и письмо к попечителю Холлегиума харьковскому генерал-губернатору Е. А. Щербинину преосвященного белградского Самуила, который высказывает в нем свои педагогические взгляды.
Как человек для своего времени очень образованный и интересовавшийся светскою литературой, архимандрит Лаврентий, по поручению своего начальства, принимал живое участие в работах по составлению предпринятого Вольным российским собранием при Императорском Московском университете географического словаря; за свои труды был избран членом Вольного экономического общества.
В октябре 1775 года архимандрит Лаврентий был уволен от должности ректора Харьковского коллегиума и определен настоятелем Курского Знаменского монастыря, где и скончался 18 мая 1781 года.